# Kalmar (stad)

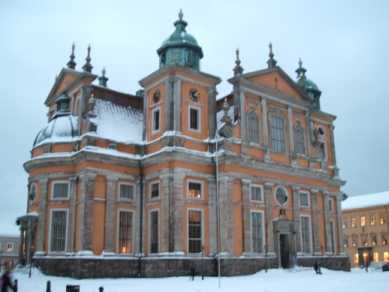
De Dom van Kalmar

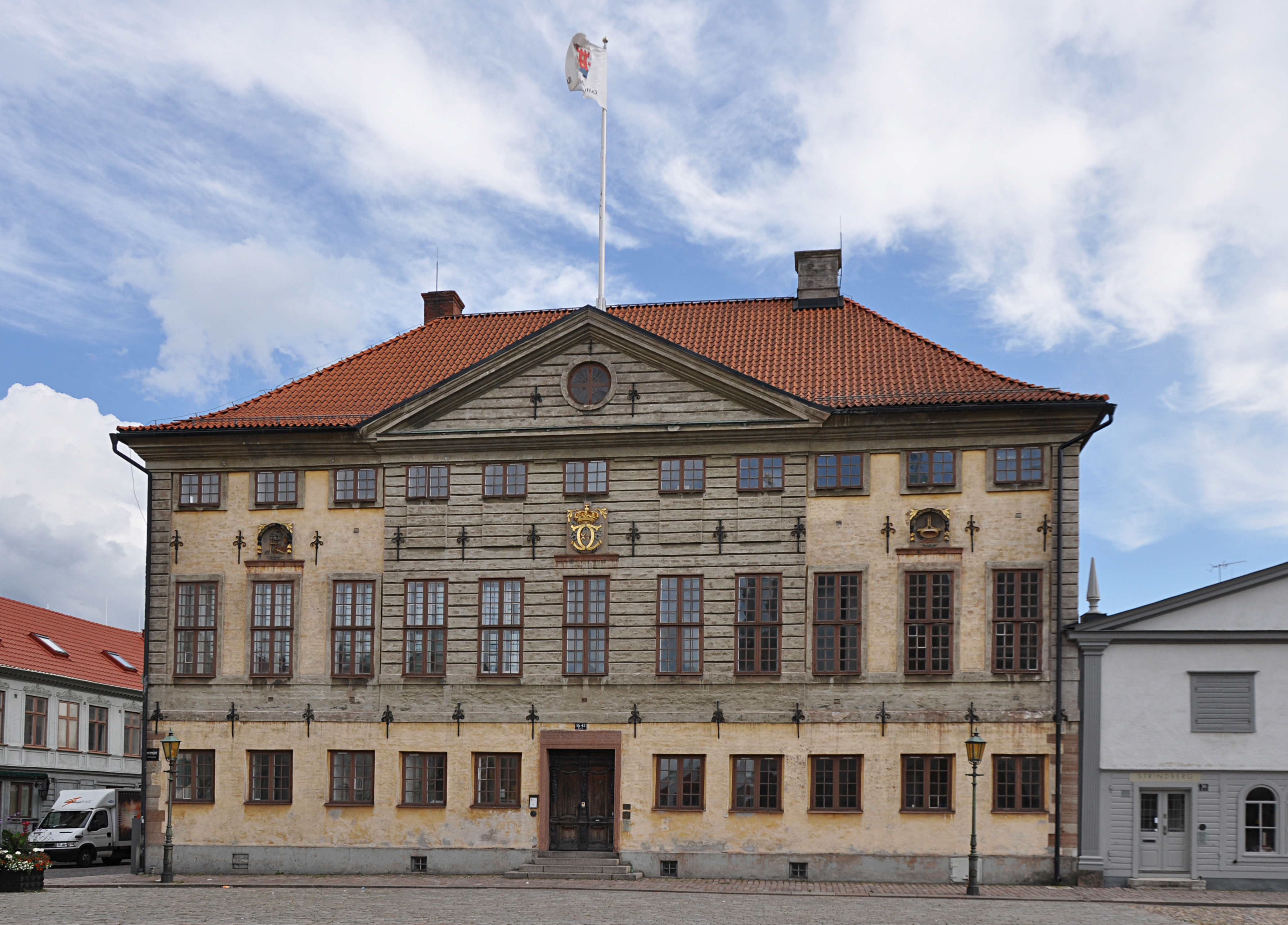
Stadhuis van Kalmar

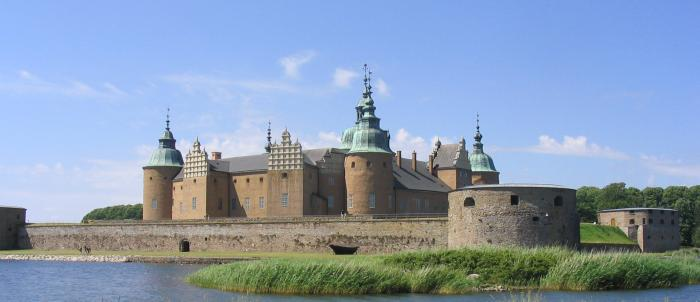
Kalmar slott

Kalmar is een stad in de Zweedse provincie Kalmar, in de gelijknamige gemeente. De stad telt 35.170 inwoners (2005). De stad is ook de hoofdstad van de provincie Kalmar län. De stad is gelegen aan de Kalmarsund, die het vasteland van Zweden scheidt van het Zweedse eiland Öland, waarmee de stad verbonden is door de zes kilometer lange Ölandbrug.

## Geschiedenis
Kalmar is een van de oudste steden van Zweden. De oudste bronnen dateren uit de 11e eeuw, hoewel opgravingen in de buurt van Kalmar sporen hebben opgeleverd van een nederzetting die teruggaat tot aan de Steentijd.
In de 12e eeuw werd een begin gemaakt met de vestingwerken in Kalmar, mede door zijn strategische ligging. In de loop der tijd werden die vestingwerken uitgebreid tot een volwaardig kasteel waar in 1397 de ondertekening van de Unie van Kalmar plaatsvond. In de stad was een handelspost van de Hanze gevestigd.
Door zijn ligging nabij de Deense grens (het zuidelijk deel was toen nog in handen van de Denen) hebben diverse slagen in de buurt van Kalmar plaatsgevonden. In 1505 was Kalmar het toneel van een waar bloedbad, toen op bevel van de Deense koning Johan de burgemeester en gemeenteraad werden geëxecuteerd.
In 1602 werd Kalmar een bisdom van de lutherse kerk (tot aan 1903), waarna in 1660 begonnen werd met de Dom, die in 1702 ingewijd werd.
In de periode 1611-1613 was Kalmar opnieuw het toneel van een strijd met de Denen (de Kalmaroorlog). In de daaropvolgende periode zou het belang van de stad echter afnemen onder andere door de Vrede van Roskilde en de vestiging van de oorlogsvloot in de meer zuidelijk gelegen stad Karlskrona.

## Moderne tijd
Vandaag de dag is Kalmar een industriële stad en herbergt het een universiteit. De stad heeft ook een voetbalclub, Kalmar FF, die in de hoogste divisie van Zweden, Allsvenskan, speelt en als thuisbasis de Guldfågeln Arena heeft.

## Bezienswaardigheden

### Kvarnholmen
Kvarnholmen is het eiland waarop de Stortorg (Grote markt) gelegen is. Te bezichtigen zijn nog de delen van de oude stadsmuur en de uit de 17e eeuw stammende stadspoort Kavaljeren. Aan het plein liggen de twee volgende gebouwen:

#### De Dom van Kalmar
Bij de wijding van de kerk werd hij opgedragen aan Karel XI van Zweden. Met de bouw van de kerk was in 1660 begonnen naar tekeningen van Nicodemus Tessin de Oudere. De kerk werd in klassieke stijl gebouwd, naar voorbeelden van de Renaissancekerken in Rome. Het interieur werd gebouwd overeenkomstig de lutherse leer, waarbij het barokke altaar het middelpunt werd. Het altaar werd ontworpen door Nicodemus Tessin de Jongere.

#### Stadhuis van Kalmar
Ook het stadhuis van Kalmar is van de hand van Nicodemus de Oudere en gebouwd in klassieke stijl.

### Kalmar slott(Kasteel uit de 11e eeuw)
Van oorsprong dateert het kasteel uit de 11e eeuw, maar het slot zoals het er nu staat is ontstaan in de 16e eeuw geïnspireerd op de renaissancestijl.

### Andere bezienswaardigheden
- Kalmar Konstmuseum: Een museum voor moderne kunst.
- Scheepvaartmuseum: Sjöfartsmuseum

## Verkeer en vervoer
Bij de plaats lopen de E22, Riksväg 25, Länsväg 125 en Länsväg 137. Het eiland Öland is berekbaar via de zes kilometer lange Ölandbrug.
De stad heeft een station aan de spoorlijnen Göteborg - Kalmar / Karlskrona en Kalmar - Linköping.

## Voetbal
Met Kalmar FF heeft Kalmar een team dat uitkomt op het hoogste niveau in Zweden, de Allsvenskan. Het grootste succes van de club dateert uit 2008. In dat jaar won Kalmar de Zweedse titel. Een jaar eerder legde de club beslag op de Zweedse beker.
Naast Kalmar FF speelt ook Kalmar AIK op redelijk niveau. De tweede club van de stad komt uit in de Zweedse derde divisie.

## Geboren
- Johann Robeck (1672-1735), theoloog, en zelfmoord-apologeet
- Jenny Nyström (1854-1946), kunstschilder en illustrator
- Ivar Kreuger (1880-1932), industrieel
- Ingeborg Sjöqvist (1912-2015), schoonspringster
- Alice Babs (1924-2014), zangeres
- Bo Johansson (1942), voetballer en voetbaltrainer
- Kristina Wayborn (1950), actrice
- Joakim Haeggman (1969), golfer
- Tobias Carlsson (1975), voetballer
- Daniel Mobaeck (1980), voetballer
- Rasmus Elm (1988), voetballer
- Robert Karlsson (1988), golfer

## Uitgaan
Kalmar is een kleine studentenstad die vooral geliefd is bij zeevaartstudenten. Zodoende kent de stad een flink aantal leuke uitgaansgelegenheden:
- Palace (winterdiscotheek)
- Vallen (zomerdiscotheek)
- Ernesto in Totale (restaurant/nachtclub)
- Harry's (restaurant/bar/club)
- Studentpuben (studentenkroeg)
- Studentkåren/Corehouse (studentendiscotheek)
- Sjösjukan (bar voor zeemannen, verpleegsters en journalisten)
- Söderports (café met live muziek)
- Bistrobar (restaurant/club)
- O'leary's (sportbar)